# Envoplakin
Envoplakin‏ (EVPL protein) هوَ بروتين يُشَفر بواسطة جين Envoplakin في الإنسان.